# Temple d'Atena (Pèrgam)
El Temple d'Atena fou un antic temple grec dedicat a Atena i Zeus a Pèrgam, a Anatòlia, en l'actual Turquia. Formava part d'un gran santuari atenenc. Les ruïnes del temple són a l'acròpoli, que forma part del Patrimoni de la Humanitat de la UNESCO i inclou també el seu paisatge cultural d'estrats múltiples.

## Història
El Temple d'Atena amb els seus santuaris fou construït en el període hel·lenístic, al voltant del 200 abans de la nostra era, durant el regnat dels Atàlides que governaren Pèrgam. Això en fa el centre de culte més antic situat a la part alta de l'acròpoli de la ciutat.

## Edificis i troballes
El santuari d'Atena era a la part central de l'acròpolis de Pèrgam, a la banda oest del carrer principal nord-sud. A la banda occidental, al contrafort de l'acròpolis, es trobava el Teatre de Pèrgam. Al costat nord-oest, en època ja romana, hi havia el Temple de Trajà.

## Temple

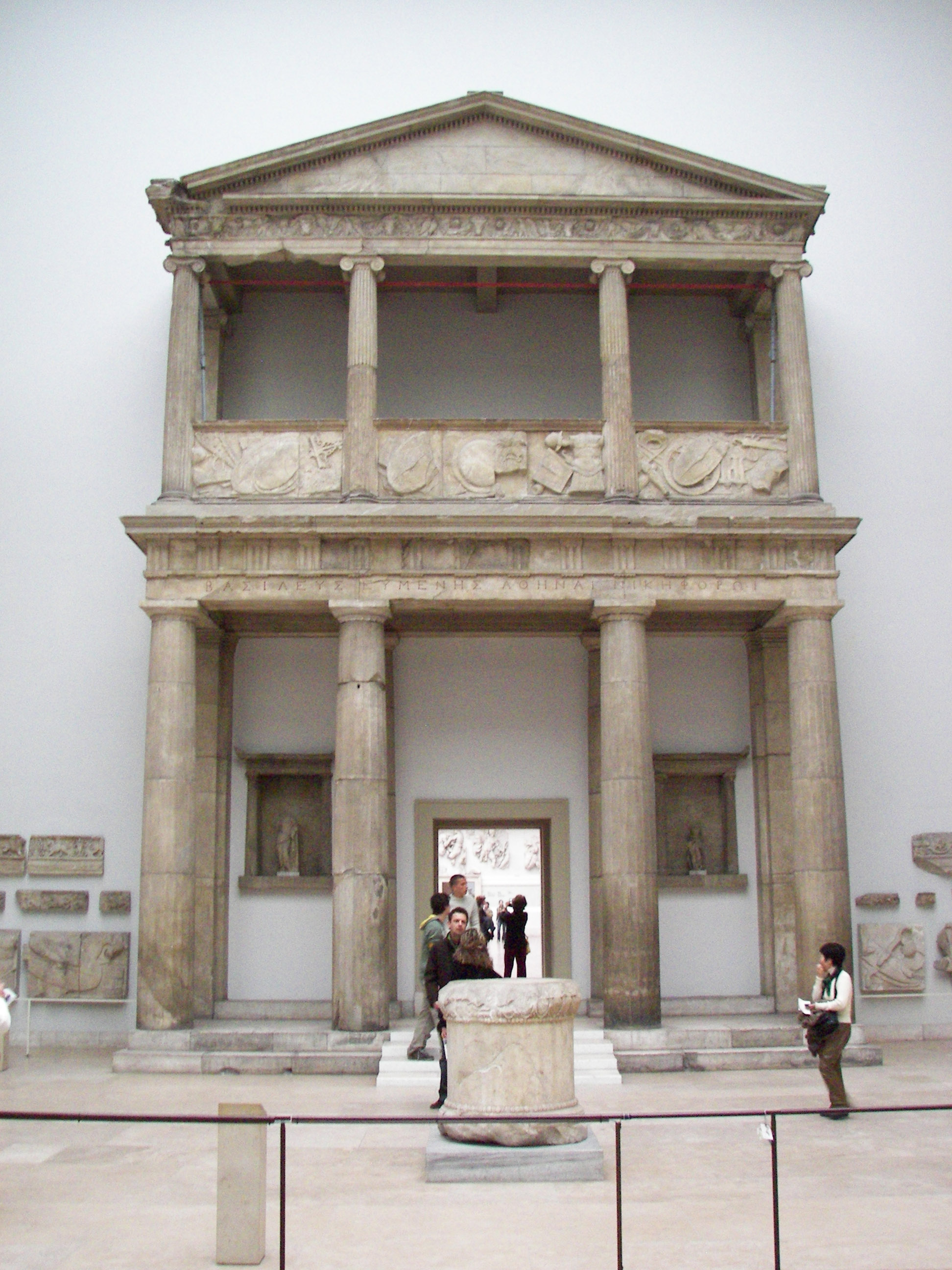
El propileu del Temple d'Atena al Museu de Pèrgam

Era a la cantonada sud-oest del santuari rectangular, d'arquitectura senzilla i estil dòric. Era un temple perípter amb una façana de sis columnes als costats curts i deu columnes als llargs. El crepidoma tenia dues escales i feia, si fa no fa, 12,7 × 21,8 m.

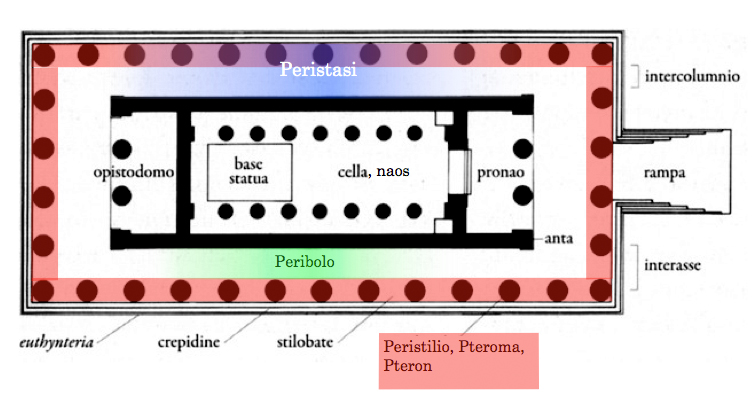
Temple perípter (amb columnes al voltant) i hexàstil (sis columnes al capdavant menor)

A dins n'hi havia un pronaos i un naos, dividit en dues parts, perquè el temple estava dedicat no sols a Atena, sinó també a Zeus. Des del temple, un túnel conduïa al teatre.

## Estoa i propileu

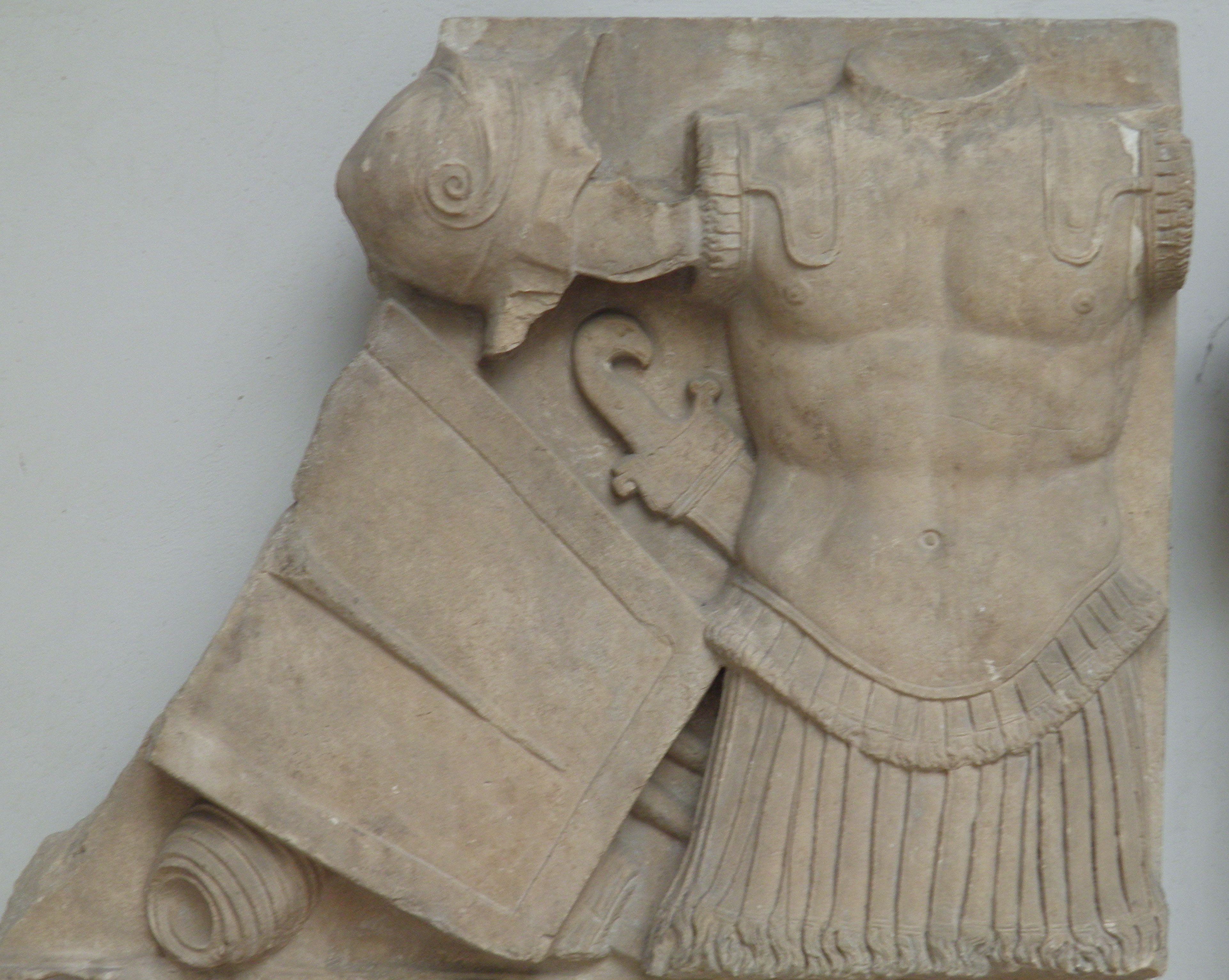
Relleu d'un home armat en la balustrada del pis superior de les sales del santuari d'Atena

La zona del santuari estava envoltada als costats nord, est i sud per estoes. Les ales est i sud tenien dos pisos. La façana de la planta baixa era dòrica i la del pis superior, jònica. L'estoa nord es dividia en dues naus per una filera de columnes amb capitells de fulles de palmera que recordaven l'estil eòlic.
A la banda sud-est hi havia un propileu (porta monumental) d'entrada. Ara s'exposa, parcialment restaurada, al Museu de Pèrgam de Berlín. D'altra banda, a les ales nord i est se'n conserven, entre altres coses, els fonaments i part de la banda de baix de les columnes. La nau sud està pitjor conservada, perquè només en resten els fonaments.

## Biblioteca de Pèrgam
La Biblioteca de Pèrgam, que es va crear durant el regnat d'Èumenes II, era en un annex al nord-est del Santuari d'Atena. Constava d'una sala central, magatzems de llibres, una sala de banquets i moltes més cambres. La biblioteca contenia una còpia de l'escultura d'Atena Pàrtenos, que també es troba al Museu de Pèrgam.

## Altar de Pèrgam
Al sud del santuari hi havia un gran altar, dedicat a Zeus i Atena. A hores d'ara, també es troba restaurat en el Museu de Pèrgam.

## Ofrenes
Al voltant del santuari hi havia moltes estàtues com a ofrenes. Els temes estaven relacionats amb les victòries militars obtingudes pels atàlides. Un tipus d'escultura molt coneguda era l'anomenada Gàlata moribund. També hi havia còpies de conegudes escultures clàssiques ateneses. Les que aparegueren en les recerques també s'exposen en el Museu de Pèrgam. L'emplaçament originari està ocupat per pedestals d'estàtues.